# Earlswood
Earlswood – miasto w Anglii, w hrabstwie Surrey, w dystrykcie Reigate and Banstead. Leży 32 km na południe od centrum Londynu.